# 溫泉郡 (南浦市)
溫泉郡（：／ Onchŏn gun */?）是朝鮮民主主義人民共和國南浦市西北部的一個郡，西部為溫泉平原，東部為山地。西臨西朝鮮灣，南臨大同江口，北與平安南道相鄰。2008年人口149,851人。下分1邑、5勞動者區、14里。

## 歷史
1952年設郡，屬平安南道。因當地有溫泉而得名。2010年被劃入南浦市。